# Amores de mercado (telenovela chilena)
Amores de mercado es una telenovela chilena de comedia dramática creada por Fernando Aragón en conjunto con Arnaldo Madrid dirigida por María Eugenia Rencoret. Se estrenó por Televisión Nacional de Chile el 6 de agosto de 2001, y concluyó el 28 de diciembre de 2001. La historia narra sobre un accidente inicial en el cual dos hombres idénticos de estratos socioeconómicos opuestos cambian de vida.  
Protagonizada por Álvaro Rudolphy en el doble personaje titular. Con Ángela Contreras y Alejandra Fosalba en roles femeninos  principales, y cuenta con el rol antagónico de Luciano Cruz-Coke.
Amores de mercado se considera la telenovela más vista de la televisión chilena según el sistema Time Ibope, implementado en el país en 1992. Durante su emisión, promedió 46,7 puntos de rating, y su episodio final alcanzó un peak de 64 puntos. Por otro lado, según el sistema de recolección diaria mediante cuadernillos, aplicado durante la década de 1980, La madrastra (1981) es la telenovela con mayor audiencia en Chile, con un promedio de 50 puntos y un peak de 80 puntos en su episodio final. Le sigue La torre 10 (1984), que promedió 49,0 puntos de audiencia y ostenta el récord del peak de 83,9 puntos de rating, el más alto registrado para una telenovela en Chile.
La telenovela causó en Chile un revuelo mediático y social por varias circunstancias como la trama secundaria que mostraba un romance entre el hijo de una familia religiosa y una bailarina erótica; y por el fenómeno ocurrido tras el episodio final, cuando grupos de personas se reunieron en el Mercado Central con ofrendas para lamentar la muerte de uno de los personajes en la telenovela. Tras esto, fue exhibida en varios países y adaptada en España, Estados Unidos, Grecia, India, México y Países Bajos.

## Argumento

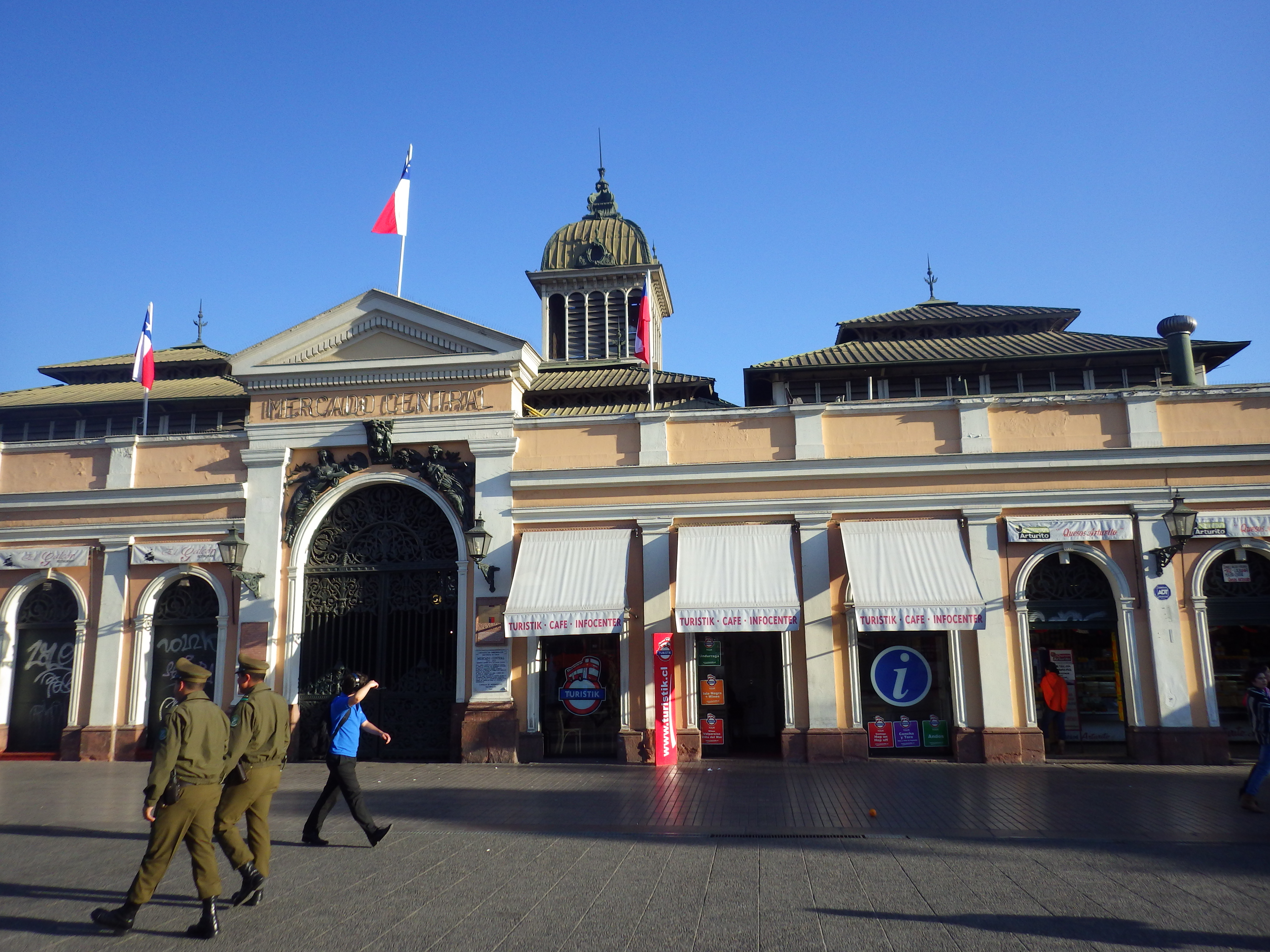
El eje central de la historia se desarrolla en el Mercado Central de Santiago.

Pedro Solís (Álvaro Rudolphy), también conocido como «Pelluco», es un joven garzón de clase baja que por accidente se encuentra un día a un hombre idéntico a él. Sin encontrar una explicación al extraño hecho, se hace pasar por Rodolfo Ruttenmeyer, un exitoso empresario, ya que este fue atropellado por un bus y perdió la memoria, pero lo hace al ir a intentar comunicar a la familia del empresario el fortuito hecho. Rodolfo es recibido y cuidado por la familia de Pelluco, quienes creen que es él. Pelluco, a su vez, trata de buscar la respuesta a lo que vio ese día mientras vive como un hombre de negocios junto a su esposa Fernanda (Ángela Contreras), quien iba a ser la esposa de Rodolfo, y su hermanastro Ignacio (Luciano Cruz-Coke).
Fernanda engaña a Rodolfo con Ignacio; pero con la nueva personalidad de su marido comienza a sentir verdadero cariño por él. Ignacio, celoso por el éxito de Pelluco en la empresa de su padre, busca alguna forma de humillarlo y quitarle el puesto de gerente, apoyado totalmente por su madre, la fría y clasista Morgana Atal (Coca Guazzini), la cual convive con Camilo (Jaime Vadell), el patriarca de las Empresas Ruttenmayer. Morgana deberá luchar contra la personalidad de Nora (Gabriela Hernández), la ama de llaves de la familia quién está en secreto enamorada de su patrón. En la casa también trabajan Vicky (Paola Volpato) una asesora del hogar que se enamora de Dino (Felipe Castro), un trabajador de la compañía de Camilo y Rodolfo; y por último Bernardo (Luis Gnecco) un presumido mayordomo que exagera de sus conocimientos del idioma inglés. Mientras que en la firma también trabajan Antonia (Catalina Guerra), quien al comienzo está enamorada de Ignacio, pero al descubrir que este último era amante de Fernanda lo abandona y es ahí cuando comienza a sentir cariño por Basilio (Claudio Arredondo), un carismático auxiliar administrativo que es leal a uno de sus patrones y que se enamora de Antonia, quien al comienzo lo rechaza por su personalidad, pero con el tiempo también se enamora de él.
Por su parte Rodolfo, al no recordar nada, toma el lugar de Pelluco y comienza a trabajar en el Mercado Central, donde Pelluco trabajaba antes de tomar su lugar. La personalidad de Rodolfo es totalmente distinta a la de Pelluco quien es más extrovertido. De hecho, se entera de que Betsabé (Alejandra Fosalba), una chica del barrio de Pelluco está embarazada de él, y ella cree que Rodolfo es el padre de su hijo. El restaurante donde Pelluco trabaja pertenece a Manfred «El Clinton» (Edgardo Bruna), que se enamora de Mónica Peralta (Malucha Pinto), dueña de un restaurante de la competencia junto a sus hermanas Esmeralda (Carmina Riego) y Topacio (Mariana Loyola), siendo esta última quien termina enamorándose de Homero (Nicolás Saavedra) empleado del restaurante y por ende compañero de trabajo de Pelluco.
Pelluco y Rodolfo eran hermanos gemelos pero Rodolfo fue vendido por Chingao (Mauricio Pesutic), su padre, quien lo llevó a una familia acomodada debido a problemas financieros que no permitían a su familia mantener a ambos niños. Dicha acción fue efectuada en un sector rural cerca de La Unión, donde la familia Ruttenmayer poseía un fundo contiguo al sitio donde trabajaban ellos. Tras esto, Maitén (Loreto Valenzuela) y Chingao, padres de los gemelos, van a vivir a Santiago sin saber que su hijo Rodolfo estaba también en la ciudad. Pero el Chingao es permanece durante gran parte de ese tiempo en la cárcel debido a negocios ilegales y regresa a su casa justo cuando llega Rodolfo.
Maitén es propietaria de un puesto de frutas y verduras en el Mercado Central junto a su única hija Yessenia (Patricia López), la hermana menor de los gemelos, quien se hace amiga de Cony (Marcela Espinoza) hija menor de Morgana, hermana de Ignacio y hermanastra de Rodolfo. Ambas se enfrentarán indirectamente producto de la confusión que por ambas jóvenes sentirá Rubén (Felipe Braun), un taxista que deberá decidir difícilmente por una de ambas muchachas.
En el mercado también está la avícola de Los Galdames, la familia de Betsabé, familia conformada por sus padres Alicia (Ana Reeves) quien es pastora de un culto religioso donde son fieles a la «Luz Divina». Su esposo Horacio (Marcelo Romo) y su otro hijo Esaú (Íñigo Urrutia) también forman parte del culto. De hecho, Esaú se transforma en pastor hasta que conoce a Shakira (Sigrid Alegría), una joven bailarina erótica que también se enamora del introvertido muchacho. Ante esto, Shakira debe enfrentar el rechazo de su suegra y la indiferencia de su suegro; no obstante, es apoyada por su cuñada quien también es su mejor amiga. El otro local concurrido es una pescadería, pertenece a Myriam (Paola Gianini), una joven oriunda de Chañaral que llega a Santiago en búsqueda de mejores oportunidades y es pareja de Jonathan (Francisco Pérez-Bannen), quien con el tiempo se enamora de Maitén tras hacerse amigo de ella, debiendo someterse a la desconfianza total por parte de su novia y a una dura rivalidad con el Chingao.

### Final
Luego de que Maitén descubriera que su esposo estaba recibiendo dinero por parte de Camilo, esta es agredida por el. Al día siguiente gracias a la intervención de Chantal (Catalina Pulido) quien es la psiquiatra de Rodolfo, la comerciante finalmente logra reencontrarse con su multimillonario hijo, quien la vuelve aceptar total y definitivamente como su madre, así las cosas, Rodolfo logra defender a su madre de los malos tratos por parte del Chingao, hasta que llegan los detectives para arrestarlo luego de que Maitén lo denunciara por agredirla, no obstante el padre de los gemelos se resiste a la detención negándose a ser esposado e incluso subido al vehículo de la policía, peor aún, logró escapar de la policía, teniendo como rehén a Betsabé en presencia de ambas familias si los detectives no bajaban sus armas, finalmente el Chingao huye en un tren, que aborda en las cercanías de la Estación Central.
A Maitén le cuesta trabajo reconciliar a sus hijos gemelos, hasta que lo consigue, por lo tanto Rodolfo les pide que vayan a su celebración de cumpleaños de ambos, ya que el multimillonario finalmente logra comprender que su hermano mesero hizo intercambiar sus vidas por amor y por el bien mental de ambos, y todo resulta perfecto hasta que descubren, gracias a la ayuda de Fernanda, Antonia y Basilio, que Ignacio quería quebrar la empresa de Camilo. Esto hace que Rodolfo confiese la verdad de los planes de su hermanastro, provocando que este último intente agredir a Fernanda, pero tras la intervención de Pelluco, Ignacio va por un arma con el objetivo de matar a Rodolfo por arruinar sus planes, pero tras la confusión con ambos gemelos, el disparo percutado le llega a Pelluco.
Al llegar a la clínica, se comprueba que ambos gemelos terminan quedándose con sus amores opuestos, mientras Fernanda le confiesa su amor totalmente a Pelluco, Betsabé se queda definitivamente con Rodolfo, quien le pide a su madre que vea a Pelluco más tarde, cediéndole esa oportunidad a Fernanda, puesto que el garzón tenía ese deseo mientras agonizaba. A los minutos posteriores, Pelluco muere en compañía de Fernanda junto al llanto desconsolado de esta.
Finalmente en una ceremonia donde homenajean a Pelluco tres meses después de su muerte, Camilo termina emparejado definitivamente con Nora luego de su ruptura con Morgana tras descubrir los sucios planes de Ignacio. En la misma ceremonia Fernanda se reencuentra con sus padres y recibe todo el apoyo por parte de Betsabé y Rodolfo para lograr la adopción de dos bebés. También se logra apreciar que todas las parejas que se habían formado casi al final de la historia, habían logrado estar juntas definitivamente, vale decir, Shakira con Esaú, Antonia con Basilio, Vicky con Dino, Maitén con Jonathan, Topacio con Homero y Mónica con Manfred, siendo estos últimos quienes finalmente se asocian para crear un nuevo restaurante llamado «Donde Pelluco» en homenaje al fallecido mesero.

## Reparto

### Principales
- Álvaro Rudolphy como Pedro "Pelluco" Solís / Rodolfo Ruttenmeyer
- Ángela Contreras como Fernanda Lira
- Luciano Cruz-Coke como Ignacio Valdés
- Alejandra Fosalba como Betsabé Galdames
- Mauricio Pešutić como José "Chingao" Solís
- Coca Guazzini como Morgana Attal
- Jaime Vadell como Camilo Ruttenmeyer
- Ana Reeves como Alicia "Pastora" Rubilar
- Edgardo Bruna como Manfred "Clinton" Midesraub
- Sigrid Alegría como Isabel "Shakira" Rebolledo[12]
- Catalina Guerra como Antonia Altamira
- Francisco Pérez Bannen como Jonathan Muñoz
- Gabriela Hernández como Nora Pacheco
- Marcelo Romo como Horacio Galdames
- Loreto Valenzuela como Maitén García
- Malucha Pinto como Mónica Peralta
- Luis Gnecco como Bernardo Torres
- Catalina Pulido como Chantal Müller
- Íñigo Urrutia como Esaú Galdames
- Patricia López como Yessenia Solís
- Felipe Braun como Rubén Cancino
- Paola Volpato como Victoria Tapia
- Felipe Castro como Dino Buzzati
- Claudio Arredondo como Basilio Concha
- Carmina Riego como Esmeralda Peralta
- Nicolás Saavedra como Homero Silva
- Marcela Espinoza como Constanza Valdés
- Mariana Loyola como Topacio Peralta
- Luis Uribe como Rosario Lopetegui
- Mireya Moreno como Corina Ahumada
- Ricardo Pinto como Roberto Ciegosordomudo Ahumada
- Paola Giannini como Myriam Astudillo
- Andrés Velasco como Mauricio Jiménez
- Francisca Tapia como Paula Alcázar
- Sebastián de la Cuesta como Amador Mancilla
- Mario Gatica Maycock como Rogelio Pérez

### Invitados especiales
- Yael Unger como Amelia Ruiz-Tagle
- Maité Fernández como Carmen Lopetegui
- Mario Gatica como Inspector Rogelio Pérez

## Equipo
- Dirección de Programación TVN: Jaime de Aguirre
- Dirección de Producción TVN: Cecilia Stoltze
- Dirección de Área Dramática TVN: Pablo Ávila
- Autor(es): Fernando Aragón y Arnaldo Madrid
- Guion: Alejandro Cabrera
- Dirección General: María Eugenia Rencoret
- Producción General: Vania Portilla
- Dirección de Unidad(es): Víctor Huerta y Enrique Bravo
- Edición: Miguel Garrido y Jaime Pagani

## Recepción
Amores de mercado se estrenó el 6 de agosto de 2001 sucediendo a Pampa Ilusión —que también alcanzó altas cifras de audiencia— y fue transmitida hasta el 28 de diciembre promediando 46,7 puntos de rating, con un episodio final que alcanzó un promedio de 57,1 puntos lo que se traduce alrededor de 3,7 millones de espectadores en Chile, y un peak de 64 puntos de rating durante una escena protagonizada por Sigrid Alegría e Íñigo Urrutia. Por ende, superó a la telenovela Piel canela de Canal 13, la cual promedió 11,3 puntos de rating entre el mismo día de estreno y el 16 de noviembre del mismo año.

### Nueva versión
El 22 de noviembre de 2022, el director de programación de Televisión Nacional, Roberto Cisternas, dio a conocer en una entrevista a El Mercurio que se estaba estudiando la creación de una nueva versión de Amores de mercado con el fin de reactivar el área dramática, que se encontraba cerrada desde 2019.
El 5 de octubre de 2023, Roberto Cisternas renunció a TVN. Con ello, diversos proyectos como la nueva versión de Amores de mercado fueron suspendidos. Finalmente, en marzo de 2024 Televisión Nacional optó por vender los derechos de Amores de mercado a Megamedia, con un costo de 200 mil dólares.
La nueva versión, llamada Nuevo amores de mercado, se estrenó el 25 de noviembre de 2024.

### Premios
La telenovela obtuvo tres premios APES como mejor teleserie, mejor actor principal (Álvaro Rudolphy) y mejor actor de reparto (Mauricio Pesutic). Obtuvo además dos premio Altazor, en las categorías de mejor guion de televisión (Alejandro Cabrera, Arnaldo Madrid, René Arcos y Marcelo Leonart) y mejor actor de televisión (Álvaro Rudolphy).

## Banda sonora

### Volumen 1: Amores de mercado
1. Duque y Bandaduke - Caradura
2. Christina Aguilera - Pero me acuerdo de ti
3. Amaury Gutiérrez - Dime corazón
4. María Bestar - Pensando en ti
5. Cristian Castro - Azul
6. Keko Yunge - Este, tu amor
7. Luis Fonsi - Imagíname sin ti
8. Myriam Hernández - Si yo me vuelvo a enamorar
9. King Fiesta - Comadre, compadre dance
10. Los Locos del Mercado - Mueve la colita dance
11. Alexandre Pires - Usted se me llevó la vida
12. Cristian Zalles - Mujer superlativa
13. Natalia Oreiro - Cómo te olvido
14. Paulina Rubio - Yo no soy esa mujer
15. Huey Dunbar - Yo sí me enamoré
16. Pablo Herrera - Llámame
17. La Banda Peralta - Mucho mejor
18. Cecilia Echeñique - Valió la pena

### Volumen 2: Bailables del mercado
1. Nietos del Futuro - Gelatina
2. Fruta Fresca - Comadre, compadre (tropical)
3. Bandaduke - Sanguch'e Potito
4. Chocolate 2000 - Mayonesa
5. Paola & Chiara - Vamos a bailar (Remix)
6. L' Auntentika - Shakira
7. Jarabe de Amor - Enamorado (Síndrome)
8. Albacora - ¡Qué buena onda!
9. Hechizo - Estoy pensando en ti
10. Pipo y sus Genniales - Hoja en blanco
11. La nueva sensación - Cantinero
12. La Sonora Palacios - Mal amor
13. Che Copete - Camboyana
14. Sonora Star - La carcacha
15. Guaraná - En la casa de Inés (Remix)
16. Fat Boy - Bum Bum
17. Lady D.J. - Daddy D.J.
18. Market Box - Carrillón
19. Bandaduke - Caradura (Versión Discoteca Hip-Hop)

### Volumen 3: Las mejores cebollas del mercado
1. Los ángeles negros - como quisiera decirte
2. Lorenzo Antonio - como cuando y por qué
3. Ramón Aguilera  - Nunca me faltes
4. Douglas - cariño malo
5. KC & The Sunshine Band - Please Don't Go
6. Los Temerarios - Creo que voy a llorar
7. Isabel Pantoja - Porque me gusta a morir
8. Luis Miguel - Toda una vida
9. Julio Iglesias - 33 años
10. Daniela Romo - Que sabes tú
11. Angélica María - El hombre de mi vida
12. Cindy y Tito Rodríguez - Inolvidable
13. Marco Antonio Solís - Más que tu amigo
14. Los Teen Tops - Popotitos
15. Leandro & Leonardo - Temporal de amor
16. Luz Casal - Piensa en mí
17. Adrián y los dados negros - Tarjetita de Invitación
18. Simply Red - Stars
19. Los Pericos - Mucha experiencia
20. Simply Red - For Your Babies
21. Los Pericos - Me late
22. Los Iracundos - Tú con él

## Versiones
- Amor descarado: Primera versión estadounidense emitida por Telemundo desde el 8 de septiembre de 2003 hasta el 19 de marzo de 2004. Es protagonizada por José Ángel Llamas, Bárbara Mori e Ivonne Montero. Esta versión tuvo éxito en varios países e incluso fue emitida en Chile por TVN; sin embargo, en ese país fue sacada de pantalla debido a bajas cifras de audiencia.[11]
- Hey...Yehii To Haii Woh! (en hindi: हे...यही तो है वो!): Adaptación india emitida por Star One entre 2004 y 2005. Es protagonizada por Sandeep Rajora, Hemant Choudhary y Kanika Kohliuna.
- Mia stigmi duo zoes (en griego: Μια στιγμή δυο ζωές): Adaptación griega producida por PLD Productions y emitida por Mega Channel desde el 30 de diciembre de 2007 hasta el 27 de junio de 2008. Debido al éxito tuvo una segunda temporada que fue emitida desde el 22 de septiembre de 2008 hasta el 1 de junio de 2009. Es protagonizada por Ioannis Papazisis, Michalis Giannatos, Katia Nikolaidou, Alexandra Paleologos y Dimitra Hatoupi.
- Pauwen en reigers: Versión neerlandesa emitida por la cadena regional Omroep West, que emite para la provincia de Holanda Meridional, desde el 27 de octubre de 2008 hasta el 8 de marzo de 2009. Es protagonizada por Bas Muijs, Geerteke van Lierop y Eric Bouwman. Debido al éxito, posteriormente fue retransmitida a nivel nacional por NPO 2 en 2010, y al exterior por BVN en 2011.
- Mi gemela es hija única: Adaptación española emitida por Telecinco desde el 9 de diciembre de 2008 hasta el 1 de marzo de 2009 y es protagonizada por Alejandra Lorente, Sabrina Praga y Carlos García. Debido al éxito tuvo una segunda temporada.[19]
- ¿Quién es quién?: Segunda adaptación estadounidense de Telemundo emitida desde el 26 de octubre de 2015 hasta el 8 de abril de 2016. Es protagonizada por Eugenio Siller, Danna Paola, Kimberly Dos Ramos y Jonathan Islas.[20]
- Como tú no hay dos: Producción mexicana realizada por Televisa y emitida en Las Estrellas desde el 24 de febrero hasta el 5 de junio de 2020. Es protagonizada por Adrián Uribe, Claudia Martín y Estefanía Hinojosa.[21]
- Nuevo amores de mercado: Es una nueva adaptación chilena emitida por Mega desde el 25 de noviembre de 2024 hasta el 30 de julio de 2025. Es protagonizada por Pedro Campos, Francisca Walker, Simón Pešutić y Fernanda Salazar.[22]

## Emisión internacional
- Bolivia: ATB.
- Estados Unidos: Pasiones (2008-2009).
- Ecuador: Canal Uno.
- Paraguay: Unicanal.

## Retransmisiones
Amores de mercado es una de las teleseries que más veces ha sido emitida por la señal nacional de Televisión Nacional de Chile, siendo retransmitida cuatro veces en 2004, 2008, 2016 y 2021. En esta última ocasión, al emitir el primer episodio se rindió un homenaje póstumo a los actores Maite Fernández, Marcelo Romo, Edgardo Bruna y al guionista Fernando Aragón.